# کارتاماک
کارتاماک (انگلیسی: Kartamak) یک شهرک در شهرستان بوزدیاکسکی باشقیرستان کشور روسیه است.